# Ducat de Vilafermosa
Els ducs de Vilafermosa són la família noble més important de l'antic Regne d'Aragó i una de les famílies aristòcrates més importants d'Espanya i fins fa poc s'anomenaven Azlor de Aragón. El seu origen es troba en un fill bastard de Joan II d'Aragó i germanastre de Ferran el Catòlic, que va rebre el títol de duc de la vila castellana de Vilafermosa, actual Alovera (Guadalajara). A més estan emparentats tant amb Sant Francesc Xavier com amb Sant Ignasi de Loiola. El lema de la família és Sanguine empta, Sanguine tuebor.

## Casa de Vilafermosa
A la casa de Vilafermosa es van anar ajuntant els següents títols nobiliaris: Ducat de Palata, Ducat de Luna, Ducat de Granada d'Ega, Marquès de San Felices, Marquès de Narros, Marquès de Cabrega, Marquès de Valdetorres, Marquès de Santiago d'Oropesa, Comtat de Mollina Comtat de Cortes, Comtat de Guara, Comtat de Javier, Comtat de Luna, Comtat del Real.

## Patrimoni Històric Artístic
A Madrid la seva residència a partir del segle xviii estava situada en l'encreuament del Paseo del Prado i la Carrera de San Jerónimo. Com a curiositat històrica és on el Duc d'Angulema va residir en arribar a Madrid al capdavant dels Cent Mil Fills de Sant Lluís. El Palau ho va projectar l'arquitecte Antonio López de Aguado per a la dona del XI Duc, María Pignatelli i Gonzaga, en un estil neoclàssic. L'edifici es va convertir després d'una remodelació per part de Rafael Moneo -en la qual es va buidar l'interior- en els anys 80 en el Museu Thyssen-Bornemisza.

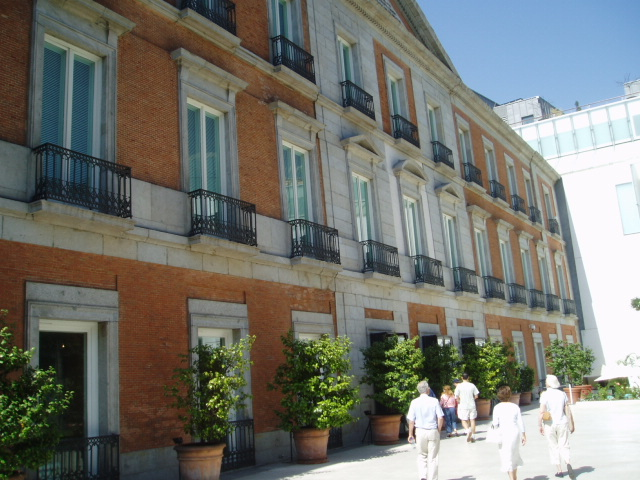
Palau de Villahemosa, actual Museu Thyssen-Bornemisza.

 La família continua conservant les seves altres dues cases pairals: la casa de Pedrola -en el municipi del mateix nom- i la casa de Narros a Zarautz, dels fundadors del qual descendeixen els Ducs de Vilafermosa. La família va donar la casa natal de Sant Ignasi de Loiola a la Basílica de Loiola fa poc temps. La casa palau de Pedrola està vinculada a la Casa de Vilafermosa des de finals del segle xiv quan el primer duc es va casar amb María López de Gürrea, senyora de Pedrola. L'arxiu de la Casa de Vilafermosa es troba a l'esmentada casa de Pedrola, consta en l'actualitat de més de mil lligalls que contenen la història d'aquesta família des del segle xiv

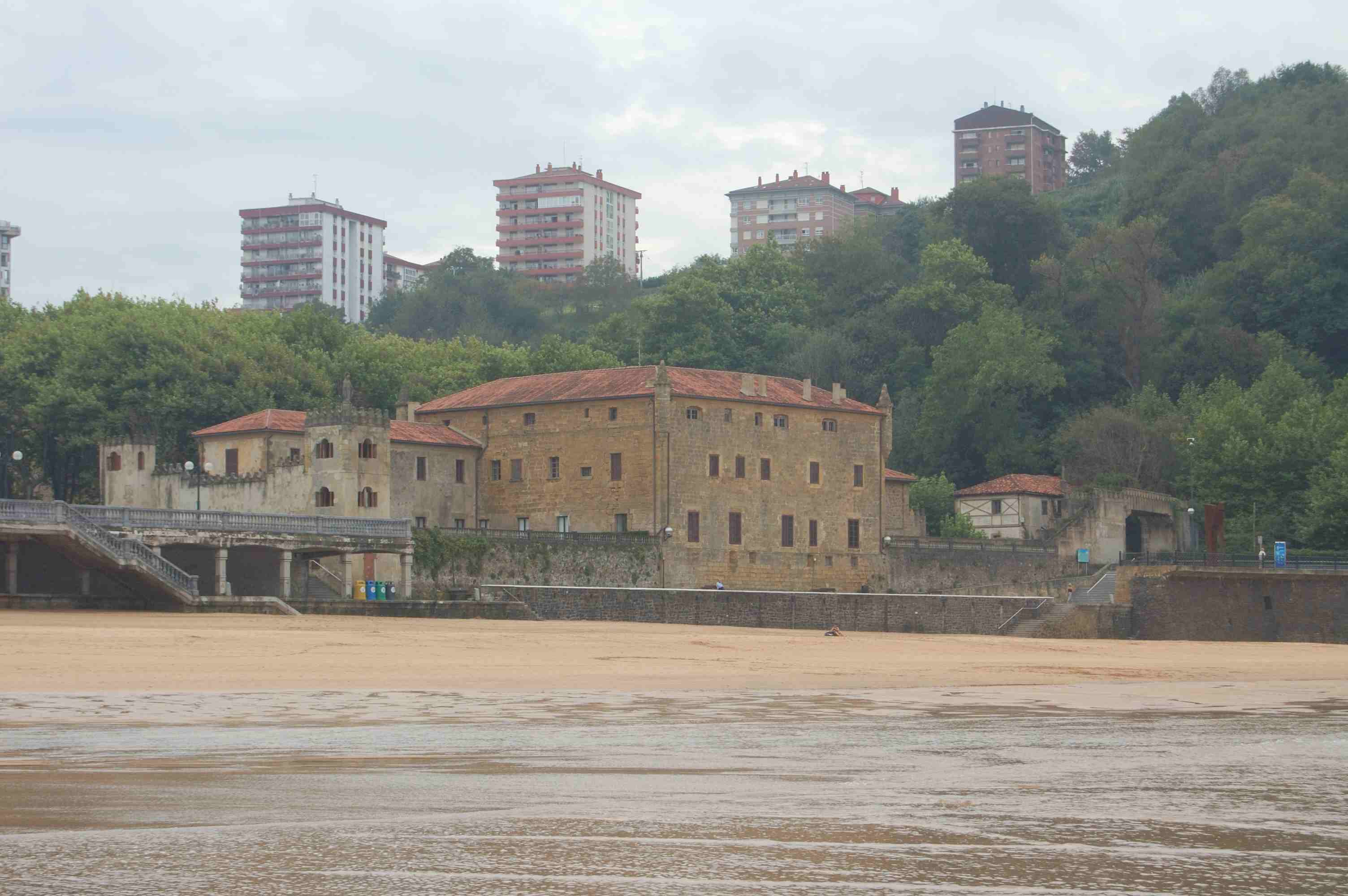
Façana posterior de la casa de Narros des de la platja

Els ducs de Vilafermosa eren encara en 1932 els tercers majors propietaris agrícoles amb 47.016 hectàrees repartides al llarg d'Espanya. En l'actualitat malgrat ser propietaris encara importants ja no es troben entre els primers com a resultat de les vendes massives després de la Guerra civil espanyola.

## Actual titular
L'actual titular del títol és Alvaro Urzaiz i Azlor d'Aragó (1937-), XIX Duc de Vilafermosa, XII Marquès de Cábrega i XVIII de Cortes; XVI Comte de Luna, XII de Guara, XIII del Port i xii de Xavier, XX Vescomte de Muruzábal de Andión i XX de Zolina. Qui no compta actualment amb descendència. El seu immediat successor havia de ser fins fa poc el seu germà el Duc de Luna, però a causa del canvi en la llei de successió dels títols és probable que l'hereti la seva germana més gran.
Des de juny de 2006 també és el X Marquès de Narros (G.E., després de la mort en el 2005 de la seva tia Isabel Azlor d'Aragó Guillamas IX Marquesa de Narros)

## Ducs de Vilafermosa
1. Alfons d'Aragó i d'Escobar (1464-1485). Comte de Ribagorça
2. Alfons II de Vilafermosa (1485–1533)
3. Ferran de Sanseverí d'Aragó (1533–1565)
4. Martí I de Ribagorça (1573–1581). Comte de Ribagorça
5. Ferran d'Aragó i Gurrea (1581–1592).. Comte de Ribagorça. Protector dels Argensola.
6. Francesc d'Aragó i Gurrea (1592–1598). duc de Lluna.
7. Maria Lluïsa de Vilafermosa. (?-1663)
8. Fernando Manuel d'Aragó, (?-1664)
9. Carlos d'Aragó de Gurrea i de Borja (?-1692)
10. José Claudio d'Aragó i Gurrea de Castro Pinós, (1697-1761)
11. Juan Pablo d'Aragó-Azlor, (Pedrola 1730 - Madrid, 1790).
12. Víctor Amadeo d'Aragó-Azlor y Pignatelli d'Aragó (1779-1792)
13. José Antonio de Aragón-Azlor y Pignatelli de Aragón (1785-1852)
14. Marcelino Pedro d'Aragó Azlor y Fernández de Córdoba (1815-1888). Va ser Senador per dret propi 1864-1868; Senador per la província d'Osca 1877, 1878; Senador per dret propi 1878-1888.[1]
15. María del Cármen d'Aragó-Azlor e Idíaquez, (Madrid, 30 de desembre de 1841 - aneu, 1919)
16. Francisco-Xavier d'Aragó-Azlor e Idíaquez, (1842-1919)
17. José Antonio Azlor d'Aragó y Hurtado de Zaldivar (1873-1950)
18. Maria del Pilar Azlor d'Aragó i Guillamas (1904-1980)
19. Alvaro d'Urzaiz i Azlor d'Aragó, (1937-vigent)